# Кулибали, Якуба
Якуба Кулибали (фр. Yacouba Coulibaly; 2 октября 1994, Бобо-Диуласо, Буркина-Фасо) — буркинийский футболист, защитник сборной Буркина-Фасо.

## Клубная карьера
Якуба начал карьеру в клубе «Расинг Бобо-Диуласо». Летом 2017 года защитник подписал двухлетний контракт со французским клубом «Гавр».
28 июля того же года Кулибали дебютировал в Лиге 2.

## Карьера в сборной
25 октября 2015 года защитник дебютировал в составе сборной Буркина-Фасо.
19 декабря 2016 года Кулибали был включён в предварительную заявку для участия в Кубке африканских наций 2017. На турнире в Габоне Якуба принял участие во всех шести встречах своей сборной, которая заняла третье место.

## Достижения
«Расинг Бобо-Диуласо»
- Чемпион Буркина-Фасо: 2014/15